# Furuset

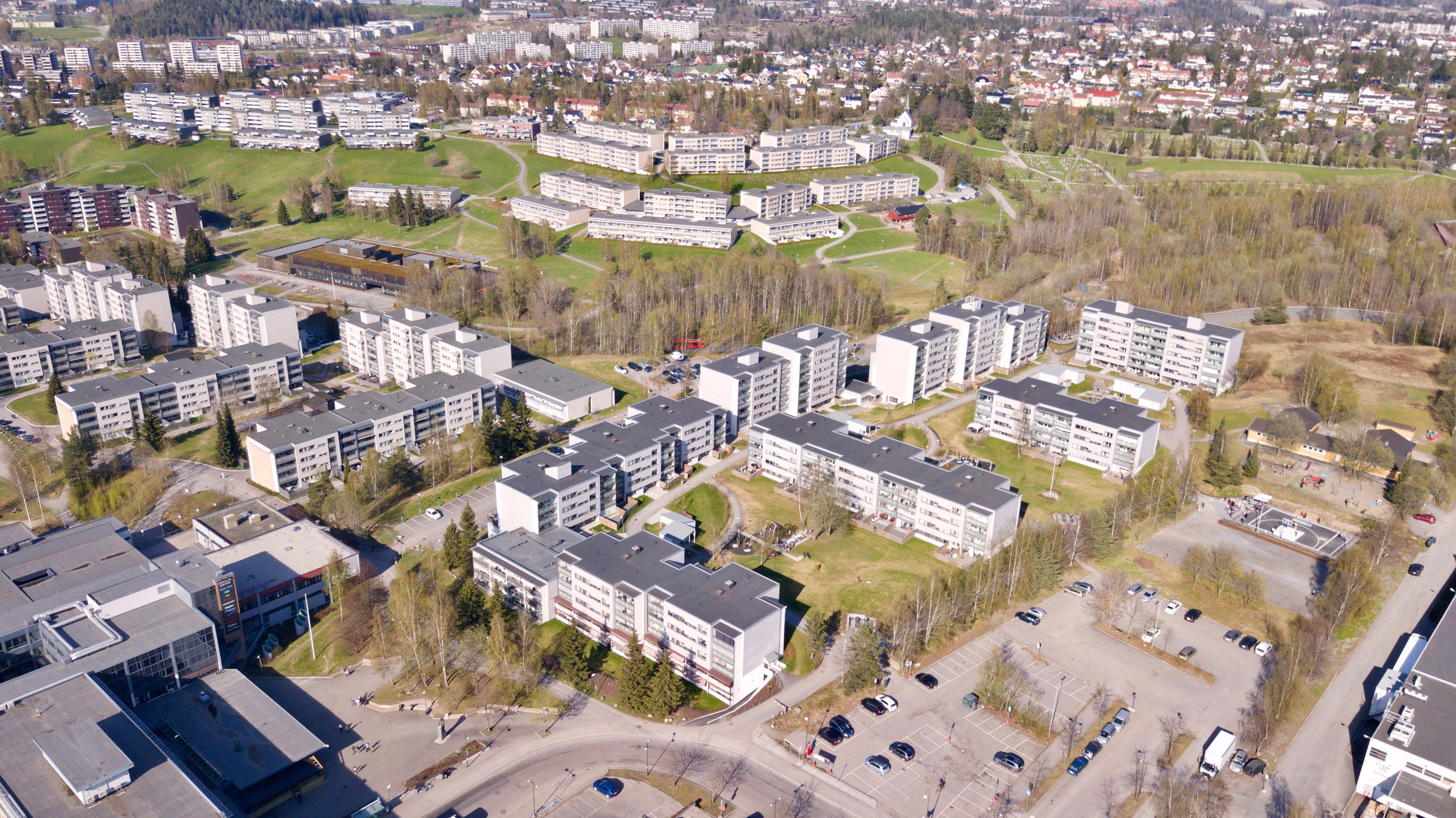
Wohnblöcke in Furuset

Furuset ist ein Stadtviertel in der norwegischen Hauptstadt Oslo. Das Viertel liegt im Stadtteil Alna in Groruddalen.

## Lage
Furuset liegt im Süden des Stadtteils Alna, nordöstlich des Osloer Stadtzentrums. Das Stadtviertel wird im Süden durch die Østmarka, einem Teil der Marka, begrenzt. Durch den Norden des Stadtviertels fließt die Alna. Furuset grenzt im Süden an die Viertel Ellingsrud und Lindeberg, im Osten an Høybråten und Haugenstua sowie im Westen an die Bahnlinie Hovedbanen und an das Viertel Alfaset.

## Geschichte
Das heutige Furuset wurde nach dem Hof Furuset benannt, der bereits in mittelalterlichen Quellen auftaucht. Eine beim Hof gelegene Kirche wurde vor 1595 abgerissen. Im Jahr 1610 wurde Furuset schließlich in vier Höfe aufgespalten. Heute existiert nur noch einer der vier Höfe. Im Jahr 1861 nahm die Furuset skole ihren Betrieb auf. Die Schüler stammten zu Beginn noch aus einem größeren Umkreis. Ab etwa 1900 wurden in Furuset die ersten Einfamilienhäuser gebaut, ab 1920 stieg die Anzahl stark an. In den 1970er-Jahren wurde in Furuset mit dem Bau von Wohnblöcken begonnen, die heute das Gebiet prägen. Im Norden Furusets, entlang der Alna, entstand ein größeres Industrie- und Gewerbegebiet, in dem unter anderem ein IKEA-Möbelhaus steht.
Zwischen 1988 und 2004 war Furuset ein eigener Stadtteil, zu dem auch das Stadtviertel Høybråten gehörte. Im Rahmen einer Reform der Osloer Stadtteile wurde der Stadtteil zum 1. Januar 2004 aufgelöst. Das Stadtviertel Furuset ging in Alna auf, Høybråten ging an Stovner über. Der Stadtteil hatte zuletzt 29.546 Einwohner auf einer Fläche von 8,6 km² und war damit gemessen an der Einwohnerzahl der zweitgrößte Stadtteil.
Im Jahr 2013 öffnete der Verdensparken (deutsch der Weltpark), ein Park mit einer Fläche von rund 52.000 m². Der Park wurde im Rahmen der Groruddalsatsingen gebaut. Das Projekt hatte zum Ziel, die Lebensqualität in den vier nordöstlichsten Stadtteilen Oslos zu steigern. Der Name Verdensparken wurde gewählt, um an den in Furuset aufgewachsenen Trygve Lie, den ersten Generalsekretär der Vereinten Nationen, zu erinnern sowie aufgrund der multikulturellen Einwohnerschaft.

## Verkehr
Im Norden von Furuset verläuft die Bahnlinie Hovedbanen. Seit 1978 ist Furuset über die Furusetbanen an das Osloer U-Bahn-Netz angeschlossen. Durch die Region führt in West-Ost-Richtung die Europastraße 6 (E6). Es stand wiederholt zur Diskussion, die E6 in diesem Abschnitt in einen Tunnel zu verlegen, um die Bereiche nördlich und südlich der E6 besser zu verbinden und den Straßenverkehrslärm zu verringern.

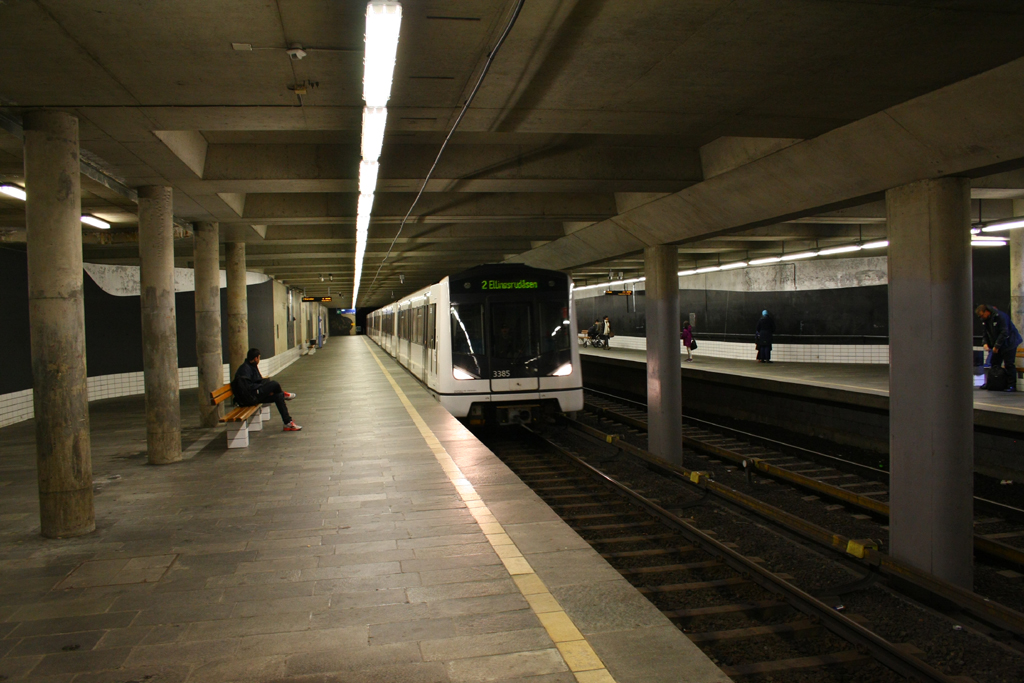
U-Bahn-Station Furuset
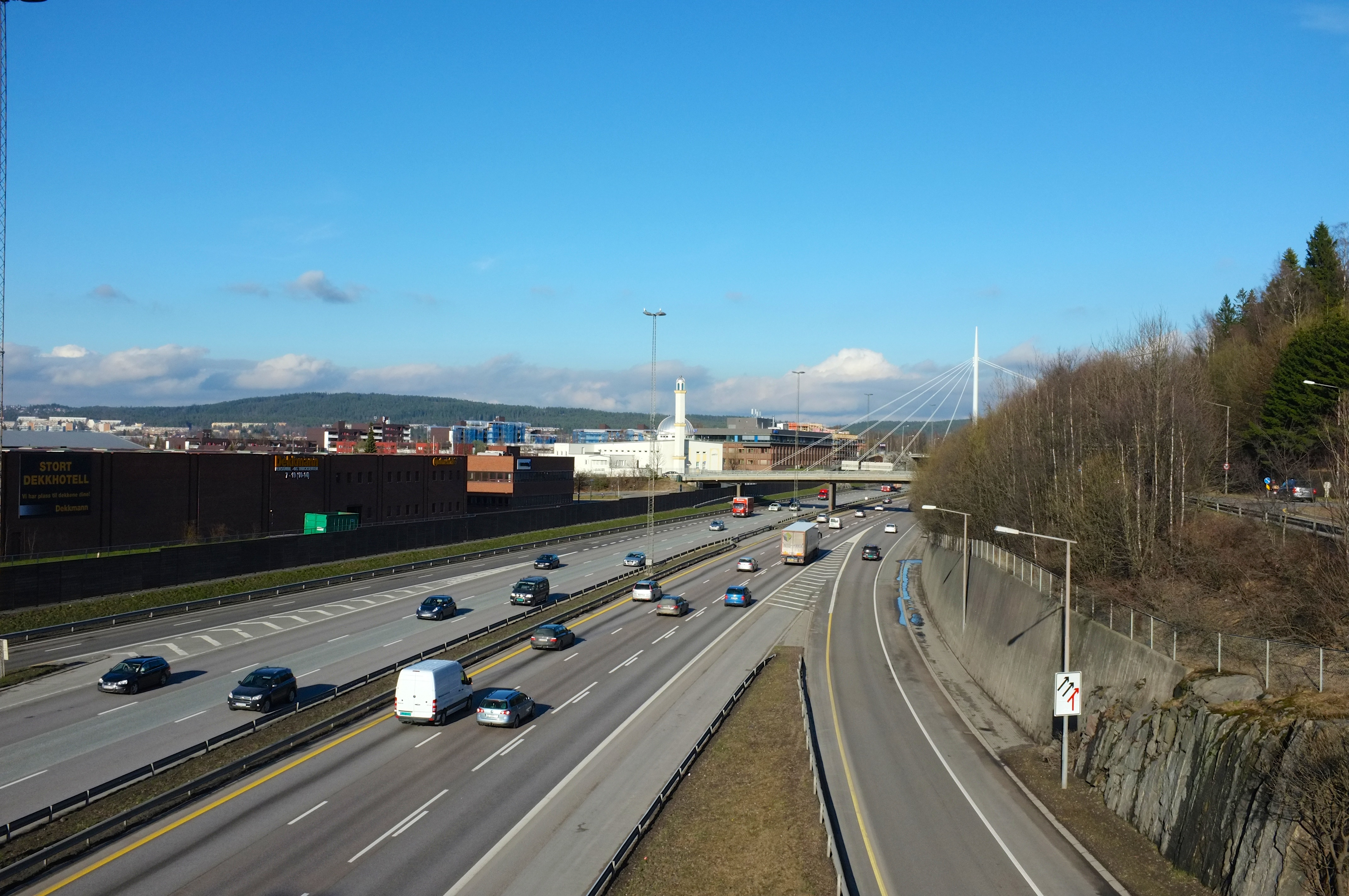
E6 in Furuset

## Religion
Die Furuset kirke, eine Kirche mit rund 600 Sitzplätzen, wurde im Jahr 1980 fertiggestellt. Seit 2011 hat die Ahmadiyya-Muslim-Gemeinschaft in Furuset mit der Baitun-Nasr-Moschee eine eigene Moschee. Sie steht neben der E6.

## Sport
In Furuset ist seit 1914 der Sportverein Furuset Idrettsforening (Furuset IF) beheimatet, der unter anderem die Eishockey-Abteilung Furuset Ishockey und die Fußball-Abteilung Furuset Fotball hat.